# Lomatogonium caeruleum
Lomatogonium caeruleum là một loài thực vật có hoa trong họ Long đởm. Loài này được (Royle) Harry Sm. ex B.L. Burtt mô tả khoa học đầu tiên năm 1965.